# 효정경황후
효정경황후(孝定景皇后, 만주어: ᡥᡳᠶᠣᠣᡧᡠᠩᡤᠠ
ᡨᠣᡴᠣᠩᡤᠣ
ᠠᠮᠪᠠᠯᡳᠩᡤᡡ
ᡥᡡᠸᠠᠩᡥᡝᠣ Hiyoošungga Toktonggo Ambalinggū Hūwangheo, 1868년 1월 28일 ~ 1913년 2월 22일)는 예허나라 할아 출신인데, 일설에는 수완 나라 할아(蘇完那拉氏, 만주어: ᠰᡠᠸᠠᠨ
ᠨᠠᡵᠠ
ᡥᠠᠯᠠ Suwan Nara hala) 출신이라고 한다. 청 제국 광서제의 황후로, 서태후의 조카딸이다. 이름은 정분(靜芬)이며 융유황후(隆裕皇后)로 알려져 있다. 시호는 효정륭유관혜신철협천보성경황후(孝定隆裕寬惠愼哲協天保聖景皇后)이다.

## 생애
엽혁나랍씨의 아버지 계상(桂祥)은 서태후의 남동생으로 아편 중독자였다. 서태후는 자신의 권력을 공고하게 만들기 위해 광서제와 엽혁나랍씨를 결혼시켰다. 그러나 황후는 고모의 꼭두각시였기 때문에 광서제는 그녀를 좋아하지 않았다. 대신 그는 서태후가 골라준 후궁 진비를 총애했는데, 이로 인해 황후는 진비를 미워하였고 서태후에게 그녀의 행동을 고자질하며 사이를 이간질했다. 1900년 진비가 서태후가 보낸 사람에 의해 우물에 빠져 죽자 광서제의 태도는 더욱 냉담해져서 엽혁나랍씨를 없는 사람처럼 대하였다. 광서제가 죽기 열흘 전, 그를 찾아온 엽혁나랍씨가 방을 나가지 않자 노한 광서제가 머리카락을 잡고 문밖으로 밀어낸 일도 있었다. 광서제와 서태후가 잇달아 죽은 지 3일 후 그녀는 태후로 봉해지고 융유(隆裕)라는 휘호가 올려졌다. 엽혁나랍씨는 푸이를 양자로 들여 선통제로 즉위하게 했지만 1912년 청나라는 막을 내렸다. 그리고 1년 후 엽혁나랍씨는 자금성에서 중풍병으로 숨을 거두었다.
청나라 소조정에서 올린 시호는 효정융유관혜신철협천보성경황후(孝定隆裕寬惠慎哲協天保聖景皇后)이다.

## 같이 보기
- 입팔분공